# Manabu Ikeda
Pour les articles homonymes, voir Ikeda.
Manabu Ikeda (池田 学, Ikeda Manabu) est un footballeur japonais né le 3 juillet 1980.